# Nissan Tsuru V16
El Nissan Tsuru V16, Nissan Sentra Clàssic, Nissan Tsuru (Sentra), Nissan Sentra (K) o Sunny B13 és un cotxe del segment B sedan de baix cost comercialitzat a Amèrica del Nord i Amèrica del Sud, caracteritzat per la seva trajectòria de gran èxit comercial mundial i en localitats que compten amb carreteres en zones mutanyoses. El Nissan Sunny B13 va ser produït al Japó entre 1990 i 1994. La fabricació d'aquest automòbil es realitzava en la planta de Nissan Mexicana en la planta de CIVAC, en Cuernavaca, Mèxic.
És considerat un automòbil insegur pel Programa d'Avaluació de Vehicles Nous per a Amèrica Llatina i el Carib, a causa de la seva manca d'elements de protecció, als seus ocupants en cas d'un accident viari, la qual ha involucrat al model de 2007 a 2012 en quatre mil morts a Mèxic. Nissan va anunciar oficialment que deixaria de fabricar aquest model el 2017 a causa de les normes de seguretat vehicular que van entrar en vigència en 2019.
El nom de Tsuru prové del japonès i significa "grulla"; una llegenda explica que el Tsuru viu més de 1000 anys i segueix essent fidel tota la seva vida. En certa manera el Nissan Tsuru ho està sent del mercat Mexicà amb els més de 20 anys que porta comercialitzats en aquest.